# IC 575
IC 575 = Arp 292 ist eine verschmelzende Spiralgalaxie vom Hubble-Typ Sa im Sternbild Sextant am Südsternhimmel. Sie ist schätzungsweise 259 Millionen Lichtjahre von der Milchstraße entfernt und hat einen Durchmesser von etwa 95.000 Lj. 
Halton Arp gliederte seinen Katalog ungewöhnlicher Galaxien nach rein morphologischen Kriterien in Gruppen. Dieses Galaxienpaar gehört zu der Klasse Galaxien mit Windeffekten.
Im selben Himmelsareal befinden sich u. a. die Galaxien NGC 3035, NGC 3064, IC 574.
Das Objekt wurde am 9. März 1893 vom französischen Astronomen Stéphane Javelle entdeckt.